# Poulton-le-Fylde
Poulton-le-Fylde, ofta förkortat till Poulton är en ort i distriktet Wyre, Storbritannien. Den ligger i grevskapet Lancashire och riksdelen England, i den centrala delen av landet, 300 km nordväst om huvudstaden London. Poulton-le-Fylde ligger 14 meter över havet och antalet invånare är 19 914. Staden nämndes i Domedagsboken (Domesday Book) år 1086, och kallades då Poltun.
Terrängen runt Poulton-le-Fylde är mycket platt. En vik av havet är nära orten västerut.Runt Poulton-le- Fylde är det tätbefolkat, med 343 invånare per kvadratkilometer. Närmaste större samhälle är Fylde, 4,4 km öster om Poulton-le-Fylde. Omgivningarna runt Poulton-le-Fylde är en mosaik av jordbruksmark och naturlig växtlighet.